# Morgan Llywelyn
Morgan Llywelyn (1937) é uma escritora irlandesa nascida nos Estados Unidos da América, cujos temas favoritos são fantasia histórica, ficção histórica e não-ficção histórica. Suas obras receberam vários prêmios e venderam mais de 40 milhões de cópias; ela própria recebeu o prêmio Exceptional Celtic Woman of the Year em 1999, concedido pela Celtic Women International.
Morgan Llywelyn vive nas redondezas de Dublin, Irlanda, e naturalizou-se irlandesa.
Llywelyn nasceu Sally Snyder em Nova York em 1937. Na adolescência, Llywelyn se mudou para a região de Dallas, onde desenvolveu um amor por cavalos.  Aos 16 anos, Llywelyn estava competindo em exposições profissionais de cavalos nos Estados Unidos.  Aos 18 anos, ela foi modelo de Neiman Marcus e Arthur Murray.  Após 15 anos de experiência como treinadora e instrutora de cavalos, ela tentou e por pouco não fez parte da equipe olímpica dos Estados Unidos de 1976 em adestramento.  Ela foi pré-selecionada, perdendo a pontuação de corte em 0,05%.
Com o incentivo de sua mãe e um artigo publicado com sucesso sobre treinamento de cavalos, ela concentrou seus esforços em traçar a história da família Llywelyn e acabou fazendo uma carreira escrevendo romances históricos que permitiam a exploração de suas raízes celtas.  Em referência a essa mudança de carreira, Llywelyn disse o seguinte:
 Eu tenho uma forte variedade de galeses do lado de minha mãe, que de fato remonta a Llywelyn ap Iorwerth.  E Llywelyn, o Grande!  (Nós temos a genealogia comprovada do College of Arms.)] Ela estava muito orgulhosa de sua conexão real com o galês.  É por isso que ela estava tão interessada em genealogia em primeiro lugar, e me inspirou a me envolver também ... levando, por sua vez, ao VENTO DE HASTINGS.  Mas meus dois pais eram predominantemente  irlandeses - meu pai totalmente assim - e passei metade dos anos da minha infância aqui.  Por isso, sempre me interessei muito mais pela Irlanda e sua história e lendas.
Llywelyn recebeu vários prêmios por seus trabalhos.  Ela recebeu o Prêmio Novel do Ano da Liga Nacional das Penwomen Americanas por seu romance, The Horse Goddess, bem como o Prêmio Mulher do Ano do Comitê de Herança Irlandês-Americano para Bard: The Odyssey of the Irish.  O último prêmio foi entregue a ela por Ed Koch, então prefeito de Nova York.
Embora os avós de Llywelyn tenham raízes na Irlanda, foi somente após a morte de seus pais e marido em 1985 que ela se mudou para a Irlanda.  Llywelyn agora vive fora de Dublin e se tornou um cidadão irlandês.
Em 1990, Llywelyn começou a se concentrar em escrever livros voltados para leitores mais jovens.  Essas obras começaram com Brian Boru: Imperador dos irlandeses, pelo qual ela ganhou o Prêmio Bisto de Livros Infantis Irlandeses em 1991, e inclui outros títulos, como Strongbow: A História de Richard e Aoife, pelos quais ela ganhou um Prêmio Bisto em  a categoria Ficção histórica, 1993, e o Reading Association of Ireland Award, 1993, e Star Dancer, que se afastou de seu tópico celta usual e se concentrou em suas experiências com adestramento.  Outros trabalhos incluem The Vikings in Ireland, uma exploração de quando os nórdicos chegaram à Irlanda, e Pirate Queen, uma versão mais jovem da história de Grace O'Malley, contada através de cartas de Granuaile a seu amado filho.

### Romances e coletâneas de contos
- 1978 The Wind From Hastings
- 1980 Lion of Ireland
- 1983 The Horse Goddess
- 1984 Bard: The Odyssey Of the Irish
- 1984 Personal Habits
- 1986 Grania: She-King of the Irish Seas
- 1987 Xerxes
- 1989 The Isles of the Blest
- 1989 Red Branch
- 1990 Brian Boru: Emperor of the Irish
- 1989 On Raven's Wing
- 1991 Druids
- 1992 The Last Prince of Ireland: A Novel
- 1992 O'Sullivan's March
- 1993 The Elementals
- 1993 Star Dancer
- 1994 Finn Mac Cool
- 1995 Cold Places
- 1995 Ireland: A Graphic History (com Michael Scott)
- 1995 Silverhand (Arcana, Livro 1) (com Michael Scott)
- 1996 19 Railway Street (com Michael Scott)
- 1996 The Vikings in Ireland
- 1996 Strongbow: The Story of Richard & Aoife
- 1996 Silverlight (Arcana, Livro 2) (com Michael Scott)
- 1996 Pride of Lions
- 1998 1916, A Novel Of the Irish Rebellion
- 1999 The Essential Library for Irish Americans
- 2000 Etruscans (com Michael Scott)
- 2000 A Pocket History of Irish Rebels
- 2000 The Earth Is Made Of Stardust
- 2001 1921, The War for Independence
- 2003 1949, The Irish Republic
- 2005 1972, A Novel of Ireland's Unfinished Revolution
- 2006 The Greener Shore: A Novel of the Druids of Hibernia